# Lee Ju-mi
Lee Ju-mi, née le 24 avril 1989, est une coureuse cycliste sud-coréenne. Spécialisée en poursuite sur piste, elle est à plusieurs reprises médaillée d'or en poursuite par équipes et individuelle aux championnats d'Asie et aux Jeux asiatiques. Active également sur route, elle est championne d'Asie du contre-la-montre en 2018.

## Palmarès sur piste

### Championnats du monde
- Pruszków 2019
  - 14e de la poursuite par équipe[1]
  - 17e de la poursuite individuelle

### Coupe du monde
- 2019-2020
  - 3e de la poursuite par équipes à Hong Kong

### Championnats d'Asie
- Nakhon Ratchasima 2011
  -  Championne d'Asie de poursuite
- Astana 2014
  -  Médaillée d'argent de poursuite par équipes
- New Delhi 2017
  -  Championne d'Asie de poursuite
  -  Médaillée de bronze de poursuite par équipes
- Nilai  2018
  -  Championne d'Asie de poursuite
  -  Médaillée de bronze de poursuite par équipes
- Jakarta 2019
  -  Championne d'Asie de poursuite
  -  Championne d'Asie de poursuite par équipes (avec Kim You-ri, Jang Su-ji, Na Ah-reum)
- Jincheon 2020
  -  Championne d'Asie de poursuite
  -  Championne d'Asie de poursuite par équipes (avec Kim Hyun-ji, Jang Su-ji, Na Ah-reum)
- New Delhi 2022
  -  Championne d'Asie de poursuite
  -  Championne d'Asie de poursuite par équipes (avec Na Ah-reum, Kim You-ri, Shin Ji-eun et Kang Hyun-kyung)
- Nilai 2023
  -  Médaillée d'argent de l'américaine
  -  Médaillée de bronze de la poursuite par équipes

### Jeux asiatiques
- Incheon 2014
  -  Médaillée d'argent de la poursuite par équipes
- Jakarta 2018
  -  Médaillée d'or de la poursuite
  -  Médaillée d'or de la poursuite par équipes (avec Kim You-ri, Kim Hyun-ji, Na Ah-reum)
- Hangzhou 2022
  -  Médaillée de bronze de la course à l'américaine (avec Na Ah-reum)

### Championnats nationaux
- 2019
  -  Championne de Corée du Sud de poursuite par équipes (avec Okhui Kim, Yura Kim et Hyeseon Mun)

## Palmarès sur route
- 2015
  -  Championne de Corée du Sud du contre-la-montre
- 2016
  -  Championne de Corée du Sud sur route
  -  Championne de Corée du Sud du contre-la-montre
  -  Médaillée d'argent du championnat d'Asie du contre-la-montre
- 2017
  -  Championne de Corée du Sud du contre-la-montre
  -  Médaillée d'argent du championnat d'Asie du contre-la-montre
  - 3e du championnat de Corée du Sud sur route
- 2018
  -  Championne d'Asie du contre-la-montre
  - 2e du championnat de Corée du Sud sur route
  - 8e de la course sur route des Jeux asiatiques
- 2019
  -  Championne d'Asie du contre-la-montre par équipes
  -  Médaillée d'argent du championnat d'Asie du contre-la-montre